# Psydrax horizontalis
Espèce
Synonymes
- Canthium anomocarpum DC.[1]
- Canthium caudatiflorum Hiern[1]
- Canthium horizontale (Schumach. & Thonn.) Hiern[1]
- Phallaria horizontalis Schumach. & Thonn.[1]
- Plectronia anomocarpa (DC.) K.Schum.[1]
- Plectronia caudatiflora (Hiern) K.Schum.[1]

Psydrax horizontalis est une espèce de plantes de la famille des Rubiacées et du genre Psydrax.